# Ley de mortalidad de Gompertz-Makeham
La ley de Gompertz-Makeham establece que la tasa de mortalidad humana es la suma de un componente dependiente de la edad (la función de Gompertz, llamada así por Benjamin Gompertz), que aumenta exponencialmente con la edad y un componente independiente de la edad (el Término de Makeham, llamado así por William Makeham). En un entorno protegido donde las causas externas de muerte son raras (condiciones de laboratorio, países de baja mortalidad, etc.), el componente de mortalidad independiente de la edad es a menudo insignificante. En este caso, la fórmula se simplifica a una ley de mortalidad de Gompertz. En 1825, Benjamin Gompertz propuso un aumento exponencial de las tasas de mortalidad con la edad.
La ley de mortalidad de Gompertz-Makeham describe la relación de la edad con la mortalidad humana con bastante precisión en la ventana de edad de aproximadamente 30 a 80 años. En edades más avanzadas, algunos estudios han encontrado que las tasas de mortalidad aumentan más lentamente, un fenómeno conocido como desaceleración de la mortalidad en la vejez, aunque estudios más recientes no están de acuerdo.

Probabilidad estimada de que una persona muera a cada edad, para Estados Unidos en 2003. Las tasas de mortalidad aumentan exponencialmente con la edad después de los 30 años.

La disminución de la tasa de mortalidad humana antes de la década de 1950 se debió principalmente a una disminución en el componente de mortalidad independiente de la edad (Makeham), mientras que el componente de mortalidad dependiente de la edad (Gompertz) se mantuvo sorprendentemente estable. Desde la década de 1950, ha comenzado una nueva tendencia de mortalidad en forma de una disminución inesperada de las tasas de mortalidad en edades avanzadas y una "rectangularización" de la curva de supervivencia.
La función de riesgo para la distribución de Gompertz-Makeham se caracteriza con mayor frecuencia como {\displaystyle h(x)=\alpha e^{\beta x}+\lambda }. La magnitud empírica del parámetro beta es de aproximadamente .085, lo que implica una duplicación de la mortalidad cada .69 / .085 = 8 años (Dinamarca, 2006).
La función cuantil se puede expresar en una expresión de forma cerrada utilizando la función W de Lambert:
{\displaystyle Q(u)={\frac {\alpha }{\beta \lambda }}-{\frac {1}{\lambda }}\ln(1-u)-{\frac {1}{\beta }}W_{0}\left[{\frac {\alpha e^{\alpha /\lambda }(1-u)^{-(\beta /\lambda )}}{\lambda }}\right]}
La ley de Gompertz es la misma que una distribución de Fisher-Tippett para el negativo de la edad, restringida a valores negativos para la variable aleatoria (valores positivos para la edad).